# 富家溪水力發電所
富家溪水力發電所為一座位在臺灣臺東縣成功鎮的水力發電廠，該發電廠引水自成功鎮三仙里的富家溪，然而自完工後從未商轉過，目前已廢棄。

## 沿革
富家溪水力發電所最早是臺灣日治時期時，隸屬在臺東廳之下的新港郡新港庄當地居民集資成立「新港電氣利用組合」，並利用現今台灣電力公司台東營業區成功服務所的現址來興建小型火力發電廠，當時發電量20KW，稱作新港火力發電所，然而因新港地區逐年移入新的居民，用電戶數增加，導致新港火力發電所的發電量無法負荷，因此新港電氣利用組合在1941年集資計畫在現今富家溪中游處，利用水流高低落差之優勢興建一座小型的水力發電廠。
水力發電廠開工興建後，工程順利，其土建工程，包含廠房、發電機與水輪機座、導水路以及尾水放水路等皆已完成待發電機組自日本方面運送過來（另有一說是從高雄經外海運送到新港），然而因當時太平洋戰爭已爆發，接連兩次運送都遭到美軍的潛艦擊沉。因此，最後無力負擔損失的新港電氣利用組合決定放棄水力發電廠的營運計畫，自此該座發電廠開始廢棄。第二次世界大戰結束後，國民政府接收臺灣，該座水力發電廠當時並無復建之計畫，並且現廠房及相關已完工設施皆已遭到富家溪暴漲的溪水沖毀。

## 現況

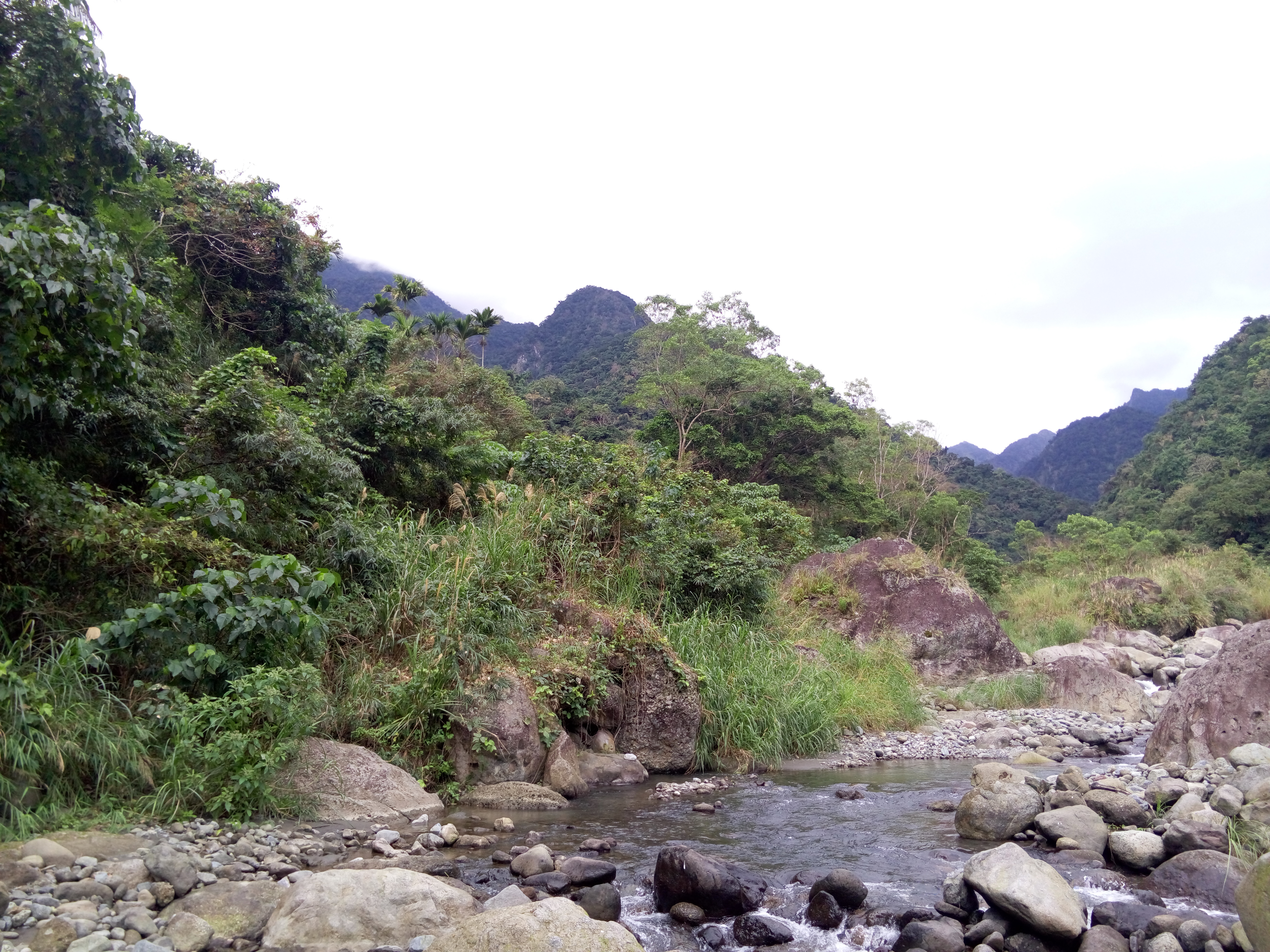
照片中左岸檳榔樹處即為富家溪水力發電所之廠址。
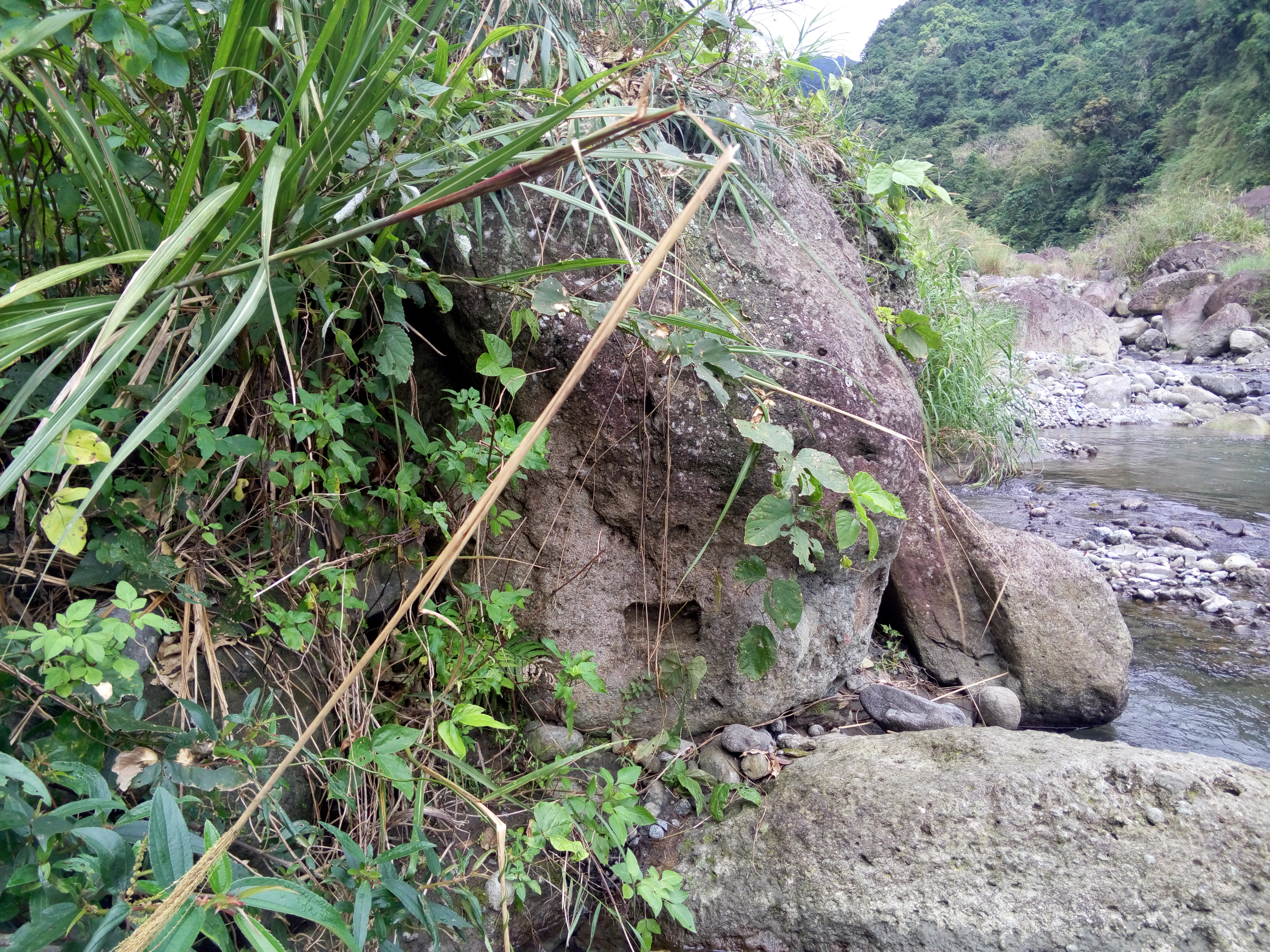
富家溪水力發電所廠址旁疑似的構造物遺跡。
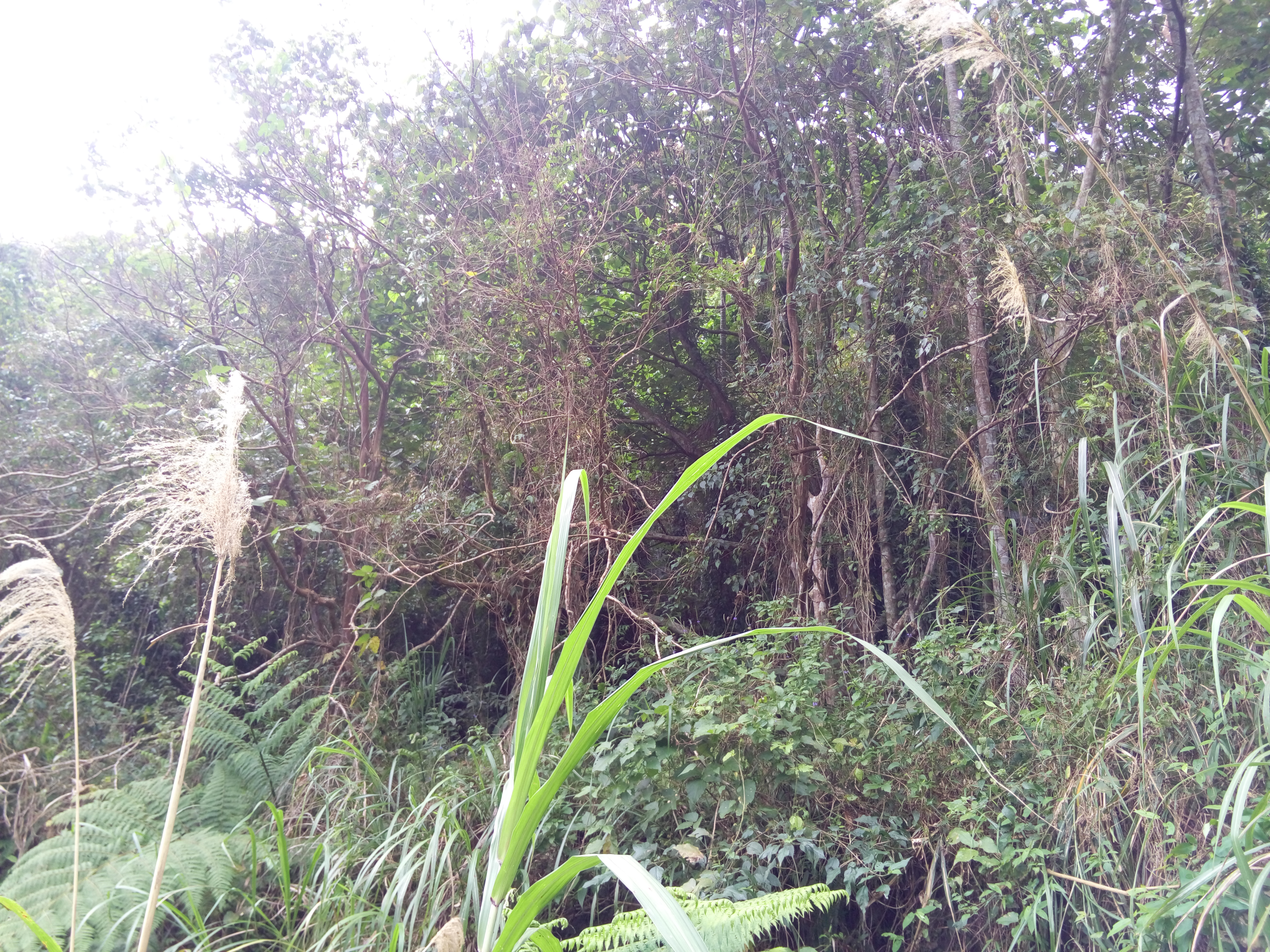
富家溪水力發電所廠址現況。

## 資料來源
1. 1 2  . 行政院文化部台灣社區通.   [2016-01-22]. （原始内容存档于2015-02-19）.
2. 1 2  邱陽菫. . 臺灣臺東縣: 臺東縣政府文化處. 2008-01-20. ISBN 9789860128871.
3. 1 2  王河盛. . 臺東縣政府. 2008年11月30日  [2016-01-22]. （原始内容存档于2020-08-12）.
4. ↑  比西里岸學田小農夫. . 社團法人台灣環境資訊協會. 2015年12月10日  [2016-01-22]. （原始内容存档于2020-08-12）.